# جامعة تارتو
جامعة تـارتو (باللغة الاستونية Tartu Ülikool) تعتبر الجامعة الوطنية والكلاسيكية لجمهورية استونيا، تقع في مدينة تارتو
في الشرق من البلاد، وهي عضو في مجموعة كويمبرا للجامعات المفتوحة، افتتحت بأمر من ملك السويد غوستافوس أدولفوس الثاني (غوستاف الثاني أدولف) عام 1632 للميلاد. وكانت تعرف باسم أكاديمية غوستافوس (Academia Gustaviana) ثم بجامعة دوربات (Ülikool Dorpat) وأسماء أخرى قريبة من ذلك.

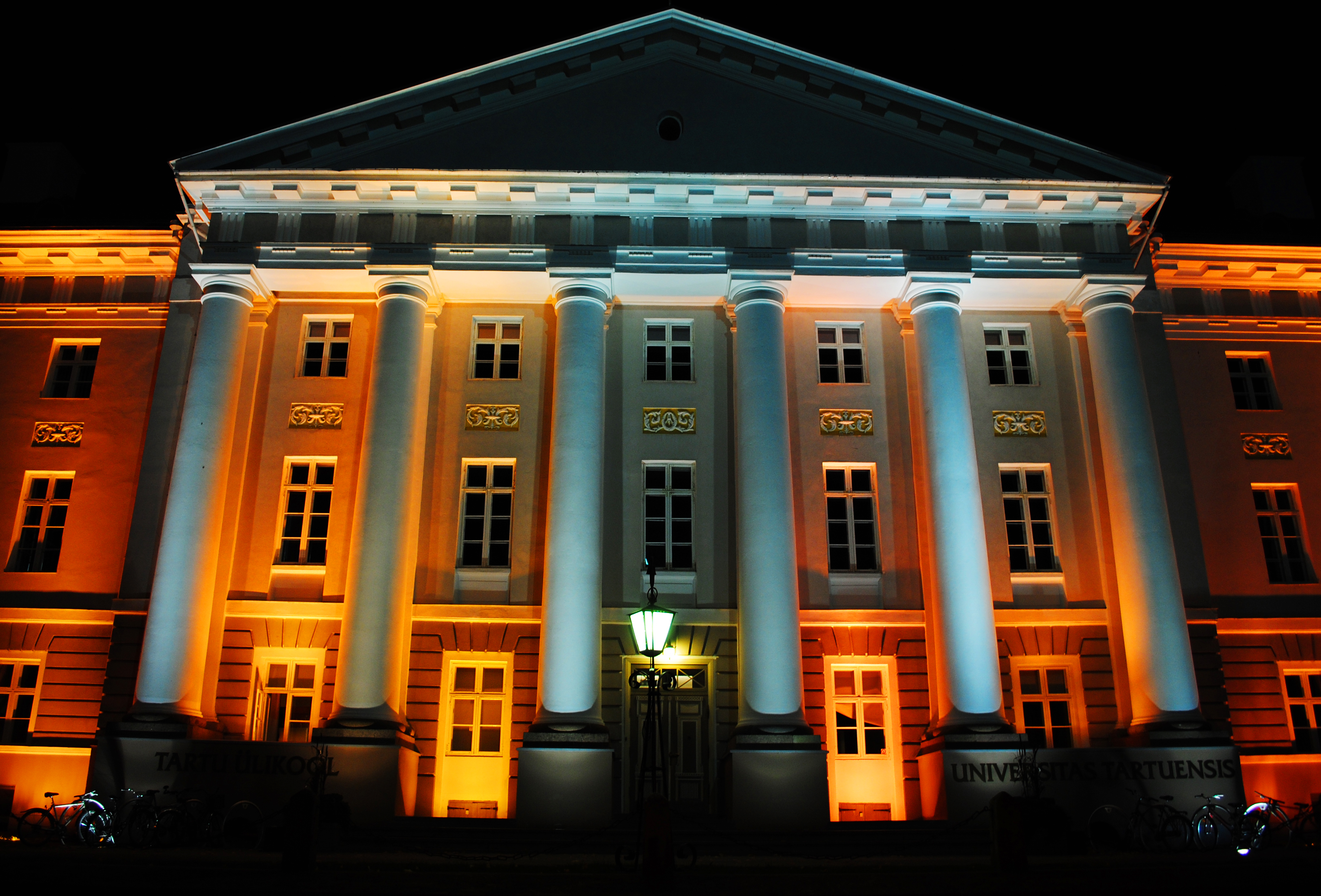
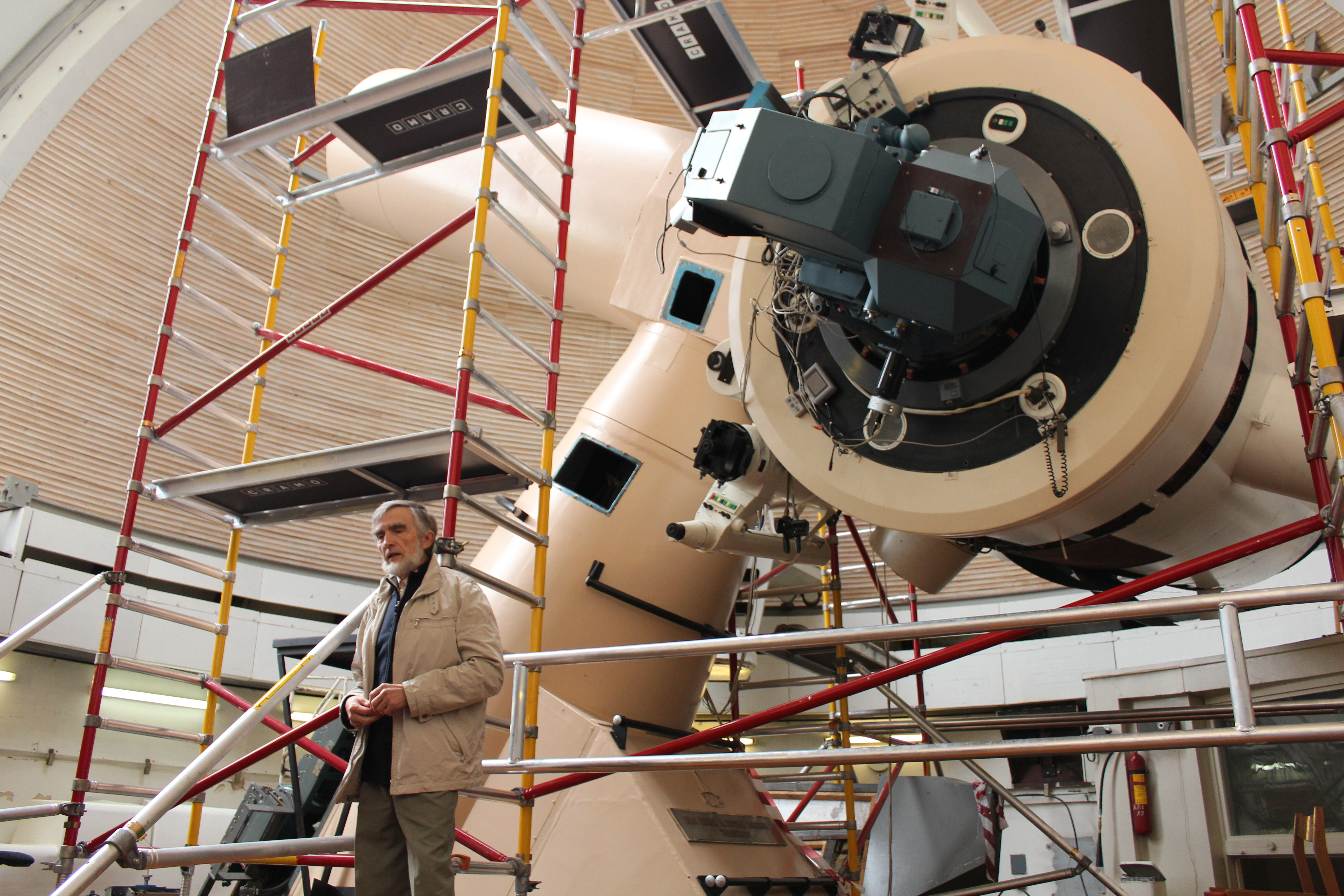
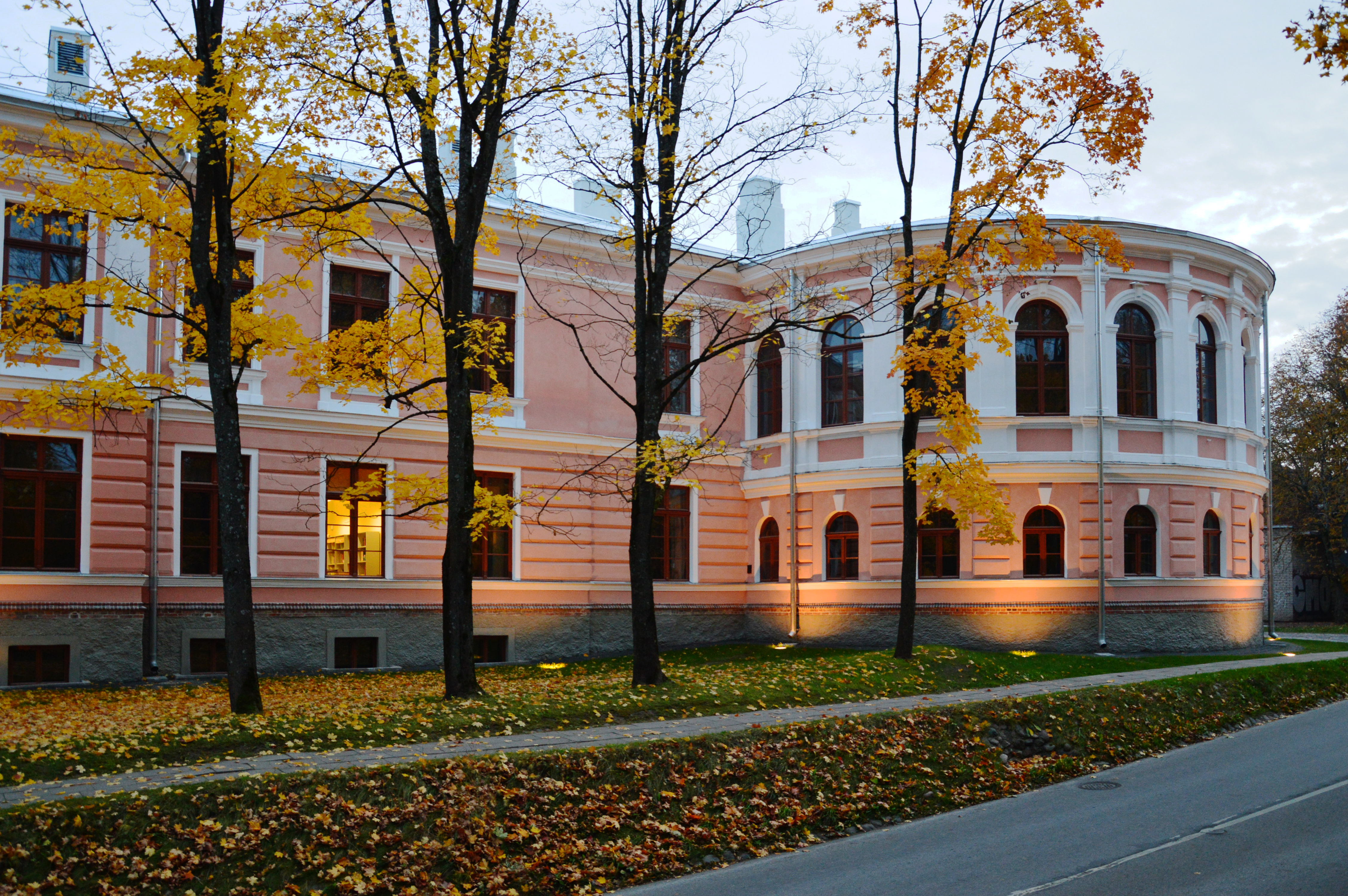
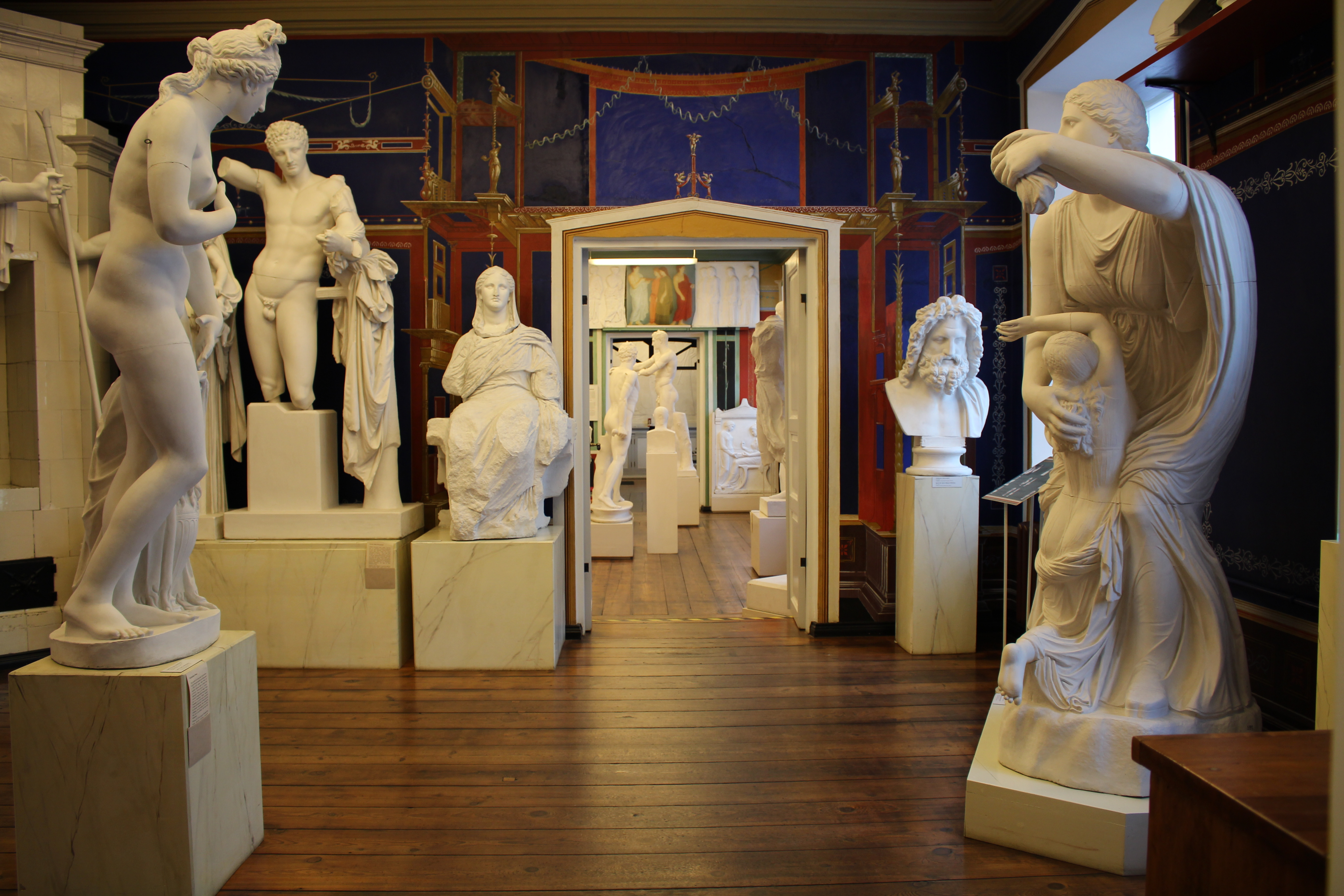
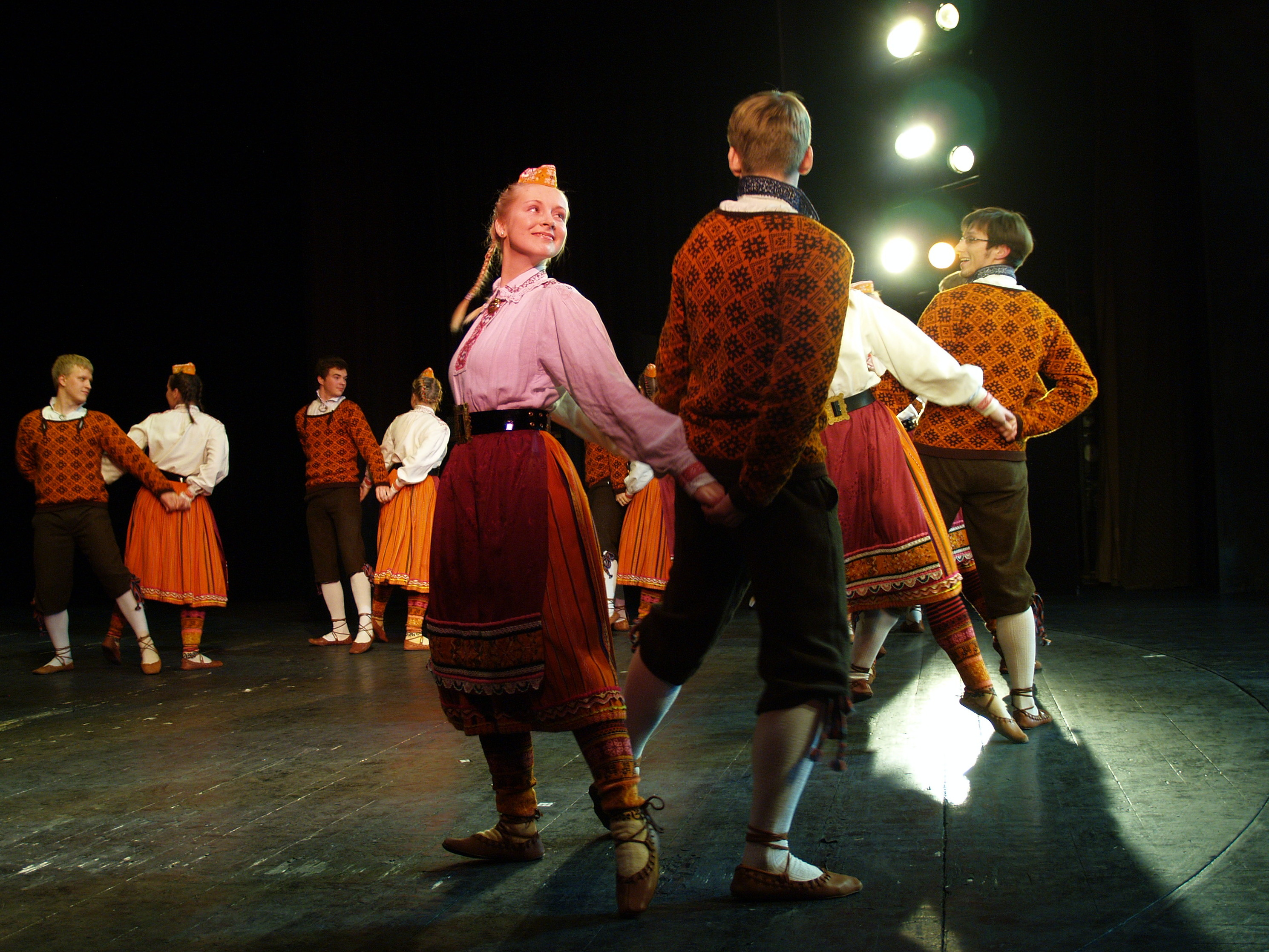
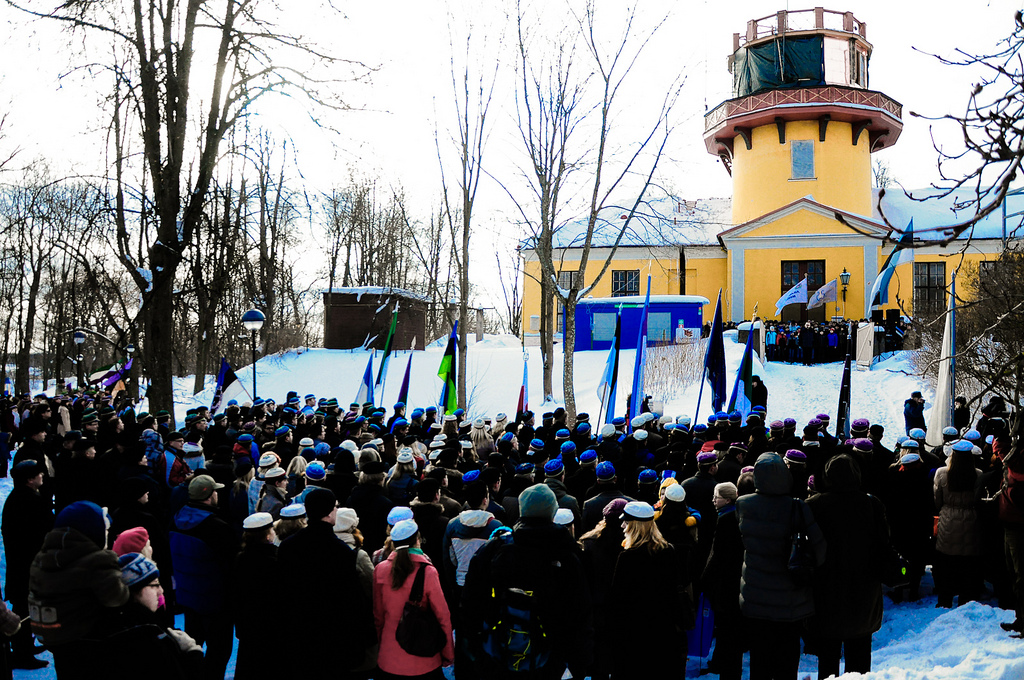